# Apaša
Abāša (auch Apaša, hethitisch: URUa-pa-a-ša) war die Hauptstadt des bronzezeitlichen Königreichs Arzawa. Sie wird im Allgemeinen, aber nicht unumstritten, mit der antiken Stadt Ephesos identifiziert.

## Geschichte
Abaša  wird in den Annalen des hethitischen Königs Muršili II. genannt, als er gegen das Land Arzawa zog.  Unterwegs sah er ein himmlisches Omen, vielleicht einen Meteoriten, der die Stadt Abaša  traf, worauf der dort residierende König Uḫḫaziti erkrankte. Als Muršili sich zum Angriff der Stadt Abaša  aufmachte, floh der kranke Uḫḫaziti auf einem Schiff auf eine Insel im Meer.

## Lage
Abaša wird wegen des lautlichen Gleichklangs mit der antiken Stadt Ephesos gleichgesetzt. Eine chemische Untersuchung der in der ägyptischen Stadt Amarna gefundenen Tontafel EA 32, die vom arzawanischen König Tarḫundaradu dem Pharao geschickt wurde, ergab, dass das Material der Tontafel völlig verschieden von aus Ephesos stammender Keramik ist und somit nicht von hier stammen kann. Dagegen gleicht es mehr der Keramik aus der Aiolis, besonders der Keramik der griechischen Städte Larissa und Kyme. Somit muss der Brief im Tal des Gediz (antik: Hermos) verfasst worden sein, was dafür spricht, dass die damalige Hauptstadt von Arzawa eher in Lydien lag. Obschon möglicherweise Abasa erst später Hauptstadt von Arzawa wurde, ist es wenig wahrscheinlich, dass das Kerngebiet von Arzawa im Hermostal zur Zeit Uḫḫazitis aufgegeben worden war.